# Planète Terre II
Planète Terre
Planète Terre II (Planet Earth II) est une série documentaire télévisée britannique produite par BBC Natural History Unit. Cette série, dont le premier épisode a été diffusé le 6 novembre 2016, fait suite à Planète Terre, diffusée une décennie plus tôt. La série est présentée et racontée par David Attenborough et son thème musical principal est composé par Hans Zimmer. Il s'agit de la première série télévisée de la BBC à avoir été produit en 4K. La série a reçu un accueil critique unanimement positif et est considérée comme l'un des meilleurs documentaires naturalistes de tous les temps.